# Trihydro cation
Trihydro cation hoặc protonated hydro (hydro proton hoá) là một cation (ion dương) có công thức H+
3, bao gồm ba hạt nhân hydro (proton) chia sẻ hai electron. Đây là loại liên kết tam nhị đơn giản nhất và là cation phong phú nhất trong môi trường liên sao.

## Sự hình thành
Trihydro cation có thể được hình thành do một proton gặp phân tử hydro:
| + {\displaystyle {\ce {->}}}+ e |
| ------------------------------- |

## Dẫn xuất deuteri
Protonated hydro deuteride, H2D, có một nguyên tử hydro bị thay thế bằng deuteri.

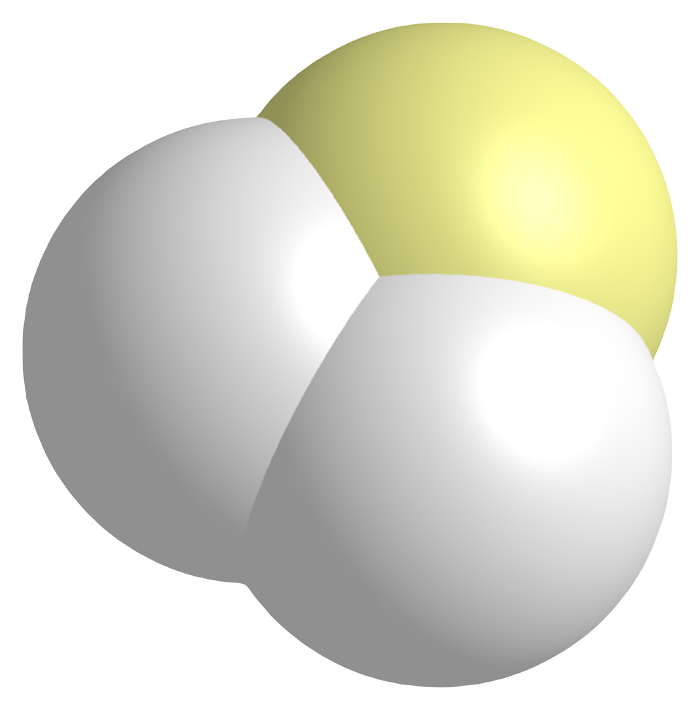
protonated hydro deuteride